# Stør
Stører er en slægt med 17 arter af store fisk (op til 3-400 kg), som har en smule ydre lighed med maller. En almindeligt kendt art gyder i floderne ved det Kaspiske Hav, og deres æg kaldes kaviar.
Arter som er naturligt forekommende i Danmark:
- Vestatlantisk stør (Acipenser oxyrinchus) fandtes tidligere i Danmark,[2] men i dag gyder den Atlantiske stør i Europa kun i enkelte floder i tilknytning til Østersøen, bl.a. i Nemunas-flodsystemet.[3]
- Europæisk stør (Acipenser sturio) gyder kun i den franske flod Garonne.[4]

Arter som forekommer i Danmark på grund af udsætninger og udslip:
- Sibirisk stør (Acipenser baerii)
- Diamantstør (Acipenser gueldenstaedtii)
- Stjernestør (Acipenser stellatus)
- Sterlet (Acipenser ruthenus)